# Pucará de San Lorenzo
El pucará de San Lorenzo  es una fortaleza y yacimiento arqueológico ubicado en la comuna de Arica, perteneciente a la Región de Arica y Parinacota (Chile).
Se encuentra en la ribera sur del río San José y de la aldea de San Miguel de Azapa, en la ladera de un cerro, la cual se accede trepando a pie un corto tramo desde un camino rural proveniente de Las Maitas. En una puntilla se alza este pucará, con total dominio del valle de Azapa. Sobre ella hay una fortaleza defensiva del siglo XII. Actualmente está en ruinas, pero se denotan las diferentes épocas culturales que existieron en el valle, las que fueron estimadas al periodo de influencia tiwanaku, entre el siglo VIII a. C. y el año 1000.